# Dr. Jürgen und Irmgard Ulderup Stiftung
Die Dr. Jürgen und Irmgard Ulderup Stiftung ist eine Stiftung zur Förderung von Aus- und Weiterbildung sowie des Umwelt- und Landschaftsschutzes mit Sitz in der niedersächsischen Stadt Diepholz. Sie ist nach der Volkswagen-Stiftung die zweitgrößte Stiftung in Niedersachsen.

## Geschichte
Die Stiftung wurde 1983 von dem Unternehmer Jürgen Ulderup und dessen Ehefrau Irmgard (1922–2011) zunächst als Dr.-Jürgen-Ulderup-Stiftung gegründet und im Februar 2009 mit der Irmgard-Ulderup-Stiftung unter ihrem heutigen Namen zusammengefasst.
Ulderup brachte 1984 51 % seiner Unternehmensgruppe bestehend aus Lemförder Metallwaren AG und der Lemförder Metallwaren J. Ulderup AG & Co. mit ihren in- und ausländischen Beteiligungen als Sacheinlage in ZF Friedrichshafen ein, bis 2003 stockte ZF seinen Anteil auf 100 % auf, wofür die Stiftung letzten Endes mit insgesamt 6,2 Prozent an der in Friedrichshafen sitzenden größeren AG beteiligt wurde.

## Dr.-Jürgen-Ulderup-Preis
Die Stiftung vergibt jährlich im April den mit insgesamt 35.500 Euro dotierten Dr.-Jürgen-Ulderup-Preis.

## Preisträger
- 2017: Fünfzehn Absolventen der Fakultät Maschinenbau der Leibniz Universität Hannover erhielten den Preis im Leibnizhaus in Hannover überreicht. Der Dekan der Fakultät, Jörg Wallaschek, erklärte die hohe Anzahl der Preisträger mit den jeweils insgesamt guten Leistungen während des gesamten Studiums „[...] in sehr kurzer Zeit“. Den Preis erhielten auch andere Absolventen, darunter von den Fachbereichen Nanotechnologie, Umweltrobotik und Windenergie.[4]